# Araneus vermimaculatus
Araneus vermimaculatus là một loài nhện trong họ Araneidae.
Loài này thuộc chi Araneus. Araneus vermimaculatus được miêu tả năm 1994 bởi Zhu & Jia-Fu Wang.